# شهدي نجيب سرور
شهدي نجيب سرور (1962 - 2019)، هو مؤلف شاعر مترجم ومصمم مصري ابن الكاتب الراحل نجيب سرور وقد ولد في الاتحاد السوفيتي من أم روسية وعمل في مصر مديرًا لموقع الأهرام على الإنترنت

## وفاته
توفي يوم الجمعة 12 يوليو 2019 في أحد مستشيفات الهند التي انتقل للعيش بها وذلك بعد صراع طويل مع مرض سرطان الرئة. عن عمر يناهز 57 عاما. وقد نشر فريد، الابن الأصغر للشاعر نجيب سرور، فيديو مدته 17 دقيقة على حسابه الخاص على موقع التواصل الاجتماعي فيسبوك، خلال إقامة الطقوس الخاصة بحرق جثمان شقيقه شهدي.

## من أعماله
- سرقات صيفية (فيلم) 1988.